# Ágnes Kovács
Pour les articles homonymes, voir Kovacs.
Ágnes Kovács, née le 13 juillet 1981 à Budapest, est une nageuse hongroise spécialisée en brasse.

## Palmarès

### Jeux olympiques d'été
- Natation aux Jeux olympiques de 2000 de Sydney
  -  Médaille d'or du 200 mètres brasse
- Natation aux Jeux olympiques de 1996 de Atlanta
  -  Médaille de bronze du 200 mètres brasse

### Championnats du monde de natation
- Championnats du monde en grand bassin
  - Championnats du monde de natation 2001 à Fukuoka
    -  Médaille d'or du 200 mètres brasse
    -  Médaille de bronze du 100 mètres brasse

  - Championnats du monde de natation 1998 à Perth
    -  Médaille d'or du 200 mètres brasse

### Championnats d'Europe de natation
- Championnats d'Europe en grand bassin
  - Championnats d'Europe de natation 2006 à Budapest
    -  Médaille de bronze du 50 mètres brasse
    -  Médaille de bronze du 100 mètres brasse
    -  Médaille de bronze du 200 mètres brasse

  - Championnats d'Europe de natation 2000 à Helsinki
    -  Médaille d'or du 50 mètres brasse
    -  Médaille d'or du 100 mètres brasse
    -  Médaille d'argent du 200 mètres brasse

  - Championnats d'Europe de natation 1999 à Istanbul
    -  Médaille d'or du 50 mètres brasse
    -  Médaille d'or du 100 mètres brasse
    -  Médaille d'or du 200 mètres brasse

  - Championnats d'Europe de natation 1997 à Séville
    -  Médaille d'or du 100 mètres brasse
    -  Médaille d'or du 200 mètres brasse

  - Championnats d'Europe de natation 1995 à Vienne
    -  Médaille de bronze du 100 mètres brasse

- Championnats d'Europe en petit bassin
  - Championnats d'Europe en petit bassin 2002 à Riesa
    -  Médaille de bronze du 100 mètres brasse

  - Championnats d'Europe en petit bassin 1999 à Lisbonne
    -  Médaille d'argent du 50 mètres brasse
    -  Médaille d'argent du 100 mètres brasse
    -  Médaille d'argent du 200 mètres brasse